# Diocesi di Boké
La diocesi di Boké (in latino Dioecesis Bokensis) è una sede della Chiesa cattolica in Guinea suffraganea dell'arcidiocesi di Conakry. Nel 2024 contava 10.225 battezzati su 1.153.909 abitanti. È retta dal vescovo Moïse Tinguiano.

## Territorio
La diocesi comprende la regione di Boké, eccetto alcune zone della prefettura di Boffa, nella parte occidentale della Guinea.
Sede vescovile è la città di Boké, dove si trova la cattedrale del Sacro Cuore di Gesù.
Il territorio si estende su 27.908 km² ed è suddiviso in 6 parrocchie.

## Storia
La diocesi è stata eretta il 22 febbraio 2024 da papa Francesco con la bolla Pastoralis sollicitudinis, ricavandone il territorio dall'arcidiocesi di Conakry.

## Cronotassi dei vescovi
Si omettono i periodi di sede vacante non superiori ai 2 anni o non storicamente accertati.
- Moïse Tinguiano, dal 22 febbraio 2024

## Statistiche
La diocesi, al momento dell'erezione nel 2024, su una popolazione di 1.153.909 persone contava 10.225 battezzati, corrispondenti allo 0,9% del totale.
| anno | popolazione | popolazione | popolazione | presbiteri | presbiteri | presbiteri | presbiteri                | diaconi | religiosi | religiosi | parrocchie |
| anno | battezzati  | totale      | %           | numero     | secolari   | regolari   | battezzati per presbitero | diaconi | uomini    | donne     | parrocchie |
| ---- | ----------- | ----------- | ----------- | ---------- | ---------- | ---------- | ------------------------- | ------- | --------- | --------- | ---------- |
| 2024 | 10.225      | 1.153.909   | 0,9         | 12         | 11         | 1          | 852                       |         | 11        | 12        | 6          |